# Апухтін Дмитро Олександрович
Апу́хтін Дмитро́ Олекса́ндрович (1 квітня 1977, Запоріжжя — 12 березня 2022, Маріуполь, Донецька область, Україна) — український військовослужбовець, полковник Національної гвардії України, заступник командира 23-ї окремої бригади охорони громадського порядку «Хортиця» НГУ, учасник російсько-української війни, який загинув під час російського вторгнення в Україну 2022 року. Герой України (25 березня 2022 року, посмертно).

## Військова служба
Випускник Національної академії Національної гвардії України (2018 р., магістр).
У 2014 році, в складі зведеного загону підрозділів Національної гвардії України Дмитро Апухтін виконував бойові та спеціальні завдання в районі проведення антитерористичної операції щодо надання допомоги Державній прикордонній службі України в охороні державного кордону в Донецькій області, де проявив себе відданим справі щодо захисту територіальної цілісності України.
З 2014 року неодноразово, брав участь в АТО, виконанні бойових та спеціальних завдань в районі проведення операції Об'єднаних сил.
Очолював зведені підрозділи Національної гвардії України в складі відповідних угруповань Об'єднаних сил.
У 23-й окремій бригаді охорони громадського порядку НГУ проходив службу на посаді заступника командира бригади протягом останніх трьох років. На нове місце служби перейшов з 9-го полку оперативного призначення НГУ (в/ч 3029), який також дислокується у місті Запоріжжі. Його загальний військовий стаж — 25 років.

## Бої за Маріуполь
З грудня 2021 року очолював батальйонну групу Південного ОТО угруповання НГУ в ОТУ «Схід» в районі проведення операції Об'єднаних сил.
3 березня 2022 року на визначеному напрямку полковником Дмитром Апухтіним була помічена передова група противника. Організувавши оборону, визначивши кожному вогневі завдання, полковник Дмитро Апухтін вступив у бій. В ході бойового зіткнення особовим складом, було знищено одну одиницю броньованої техніки ворога.
5 березня 2022 року, ворог знов намагався прорвати оборону та пройти до міста Маріуполя, між військовослужбовцями та окупантами зав'язався бій. Завдяки вмілому керуванню особовим складом під час бою було знищено дві одиниці броньованої техніки та близько 20 російських окупантів.
10 березня 2022 року, під час виконання бойового завдання щодо організації оборони та недопущення просування противника до м. Маріуполя, особовим складом під командування полковника Апухтіна було зупинено рух механізованої колони противника, а саме: два ворожих БМП-2 та живу силу противника.

## Загибель
12 березня 2022 року, на блокпосту на північній околиці міста Маріуполя, керуючи діями особового складу в ході бойового зіткнення, під час наступу ворожої колони, здійснив маневр силами та засобами підрозділу, особисто, беручи вогонь противника на себе, полковник Апухтін ціною власного життя зупинив наступ ворога, не давши йому можливості просунутись в глибину міста. Тим самим, офіцер надав змогу своїм побратимам продовжити оборону, не допустивши чисельних втрат серед особового складу.
Своїм вчинком полковник Апухтін Дмитро Олександрович забезпечив успішне виконання бойового завдання та зберіг життя і здоров'я підпорядкованого особового складу.

## Особисте життя
Мешкав в місті Запоріжжі, був одруженим, виховував двоїх синів та доньку.
Має племінника, офіцер МВС України, учасник військового параду на честь 30-ти річчя незалежності України.

## Нагороди
- Звання «Герой України» з удостоєнням ордена «Золота Зірка» (25 березня 2022, посмертно) — за особисту мужність і героїзм, виявлені у захисті державного суверенітету та територіальної цілісності України, вірність військовій присязі[9].
- Медаль «За бездоганну службу» ІІІ ступеня (5 липня 2012 року) — за значний особистий внесок у підготовку і проведення в Україні фінальної частини чемпіонату Європи 2012 року з футболу, успішну реалізацію інфраструктурних проектів, забезпечення правопорядку і громадської безпеки під час турніру, піднесення міжнародного авторитету Української держави, високий професіоналізм[10]
- Відзнака Президента України За участь в антитерористичній операції (2016)[11].

## Вшанування пам'яті

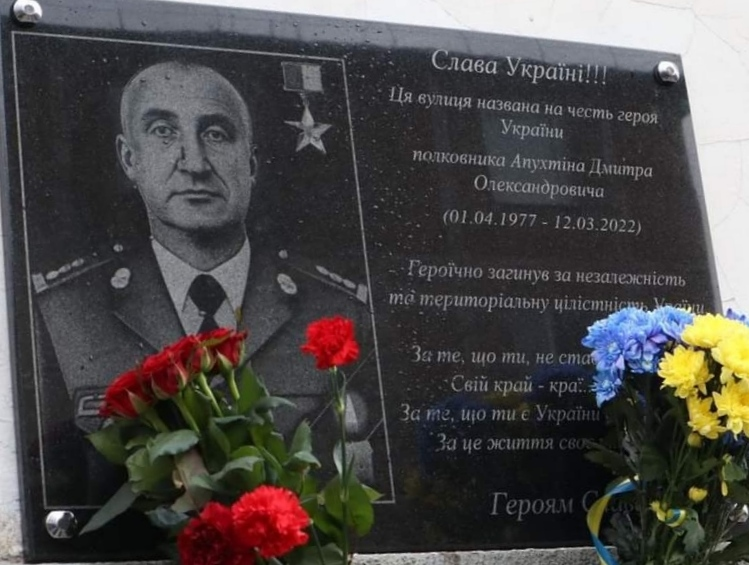
Меморіальна дошка Дмитру Апухтіну

У місті Запоріжжя, 29 вересня 2023 року, на 20-й сесії міської ради Запорізької міської ради, вулиця Олександра Матросова була перейменована на вулицю Дмитра Апухтіна.
12 березня 2024 року в місті Запоріжжя встановлена пам'ятна меморіальна дошка Дмитру Апухтіну на одній із будівель на вулиці, перейменованій на честь військового. У відкритті меморіальної дошки взяла участь родина загиблого захисника — дружина та двоє дітей. Заступник голови Запорізької ОДА Євген Мироненко вручив родині героя книгу, де розповідається про полеглих під час виконання завдання воїнів нацгвардійців, зокрема й про Дмитра Апухтіна.